# Natata
Natata är en holme i Kiribati.   Den ligger i örådet Butaritari och ögruppen Gilbertöarna, i den norra delen av landet, 210 km norr om huvudstaden Tarawa. Natata ligger 13 meter över havet. Arean är 0,21 kvadratkilometer.
Terrängen på Natata är platt. Öns högsta punkt är 15 meter över havet. Den sträcker sig 0,6 kilometer i nord-sydlig riktning, och 0,7 kilometer i öst-västlig riktning.